# Bockstadt
Bockstadt är en del av ortsteil Bockstadt-Herbartswind i kommunen Eisfeld i Landkreis Hildburghausen i förbundslandet Thüringen i Tyskland. Bockstadt var en kommun fram till 31 december 2013 när den uppgick i Eisfeld . Kommunen Bockstadt hade 292 invånare 2013.